# Imías
Imías est une ville et une municipalité de Cuba dans la province de Guantánamo.

## Géographie

### Situation
La ville de Imías est située à 1 002 km sud-est de La Havane et 85 km à l'est de sa capitale de province Guantánamo.
Le point culminant sur la municipalité est le mont Loma la Farola à 675 m d'altitude.

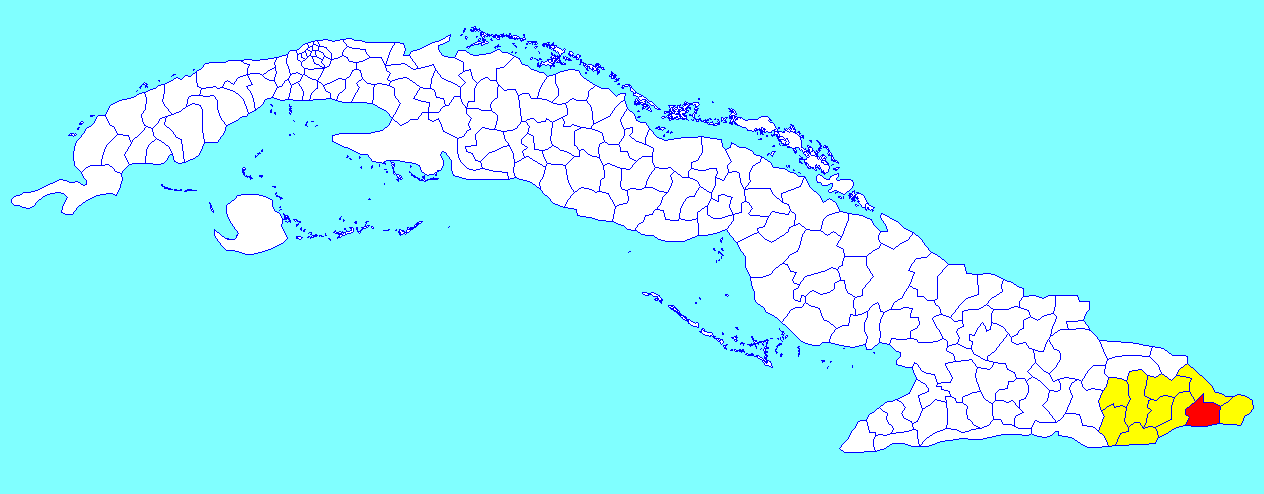
Municipalité de Imías dans la province de Guantánamo

### Divisions administratives
La municipalité inclut six consejos populares :
- Yacabo Arriba
- Cajobabo
- Veguita del Sur
- El Jobo
- Los Calderos
- Jesús Lores

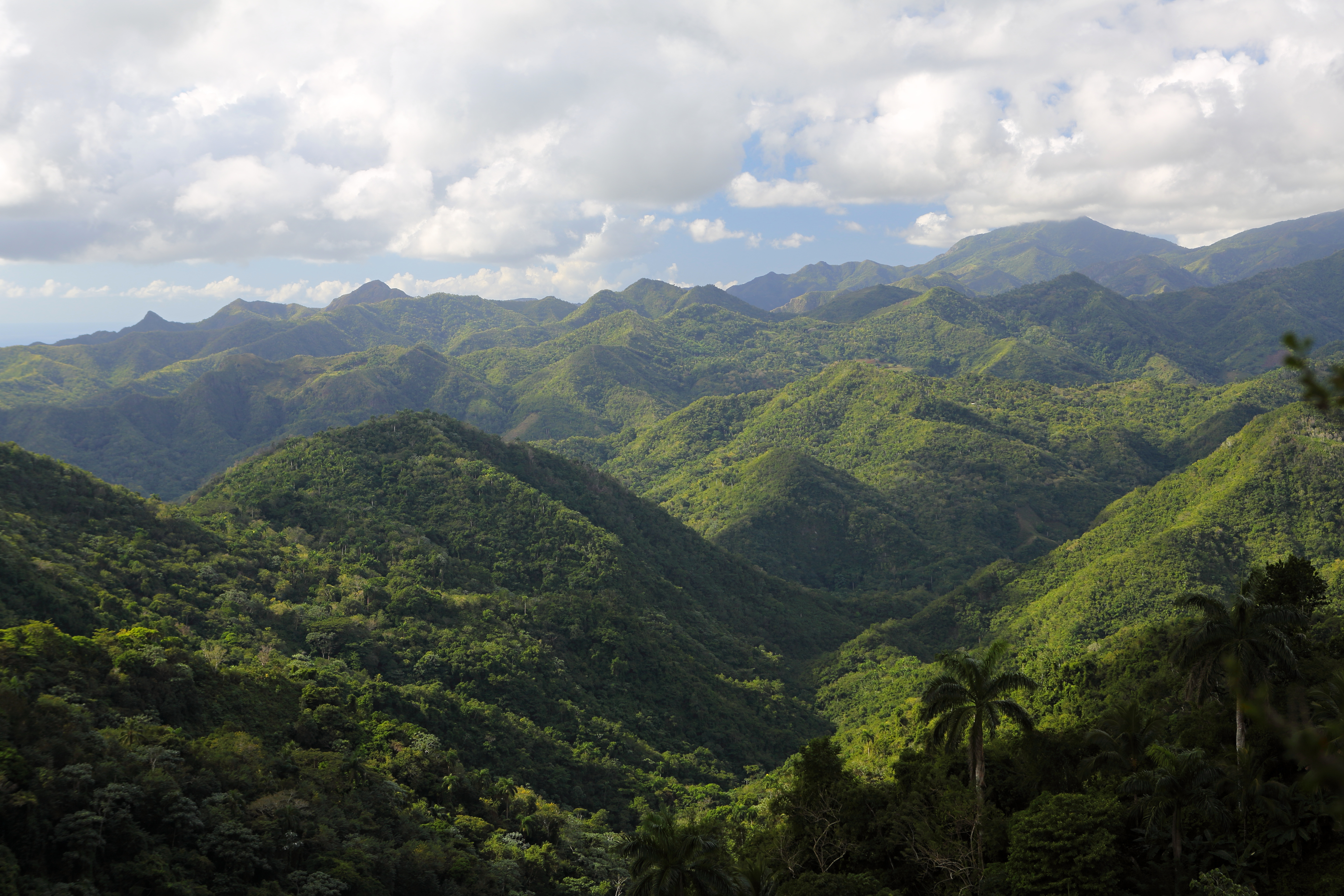
Panorama depuis le mont Cotilla
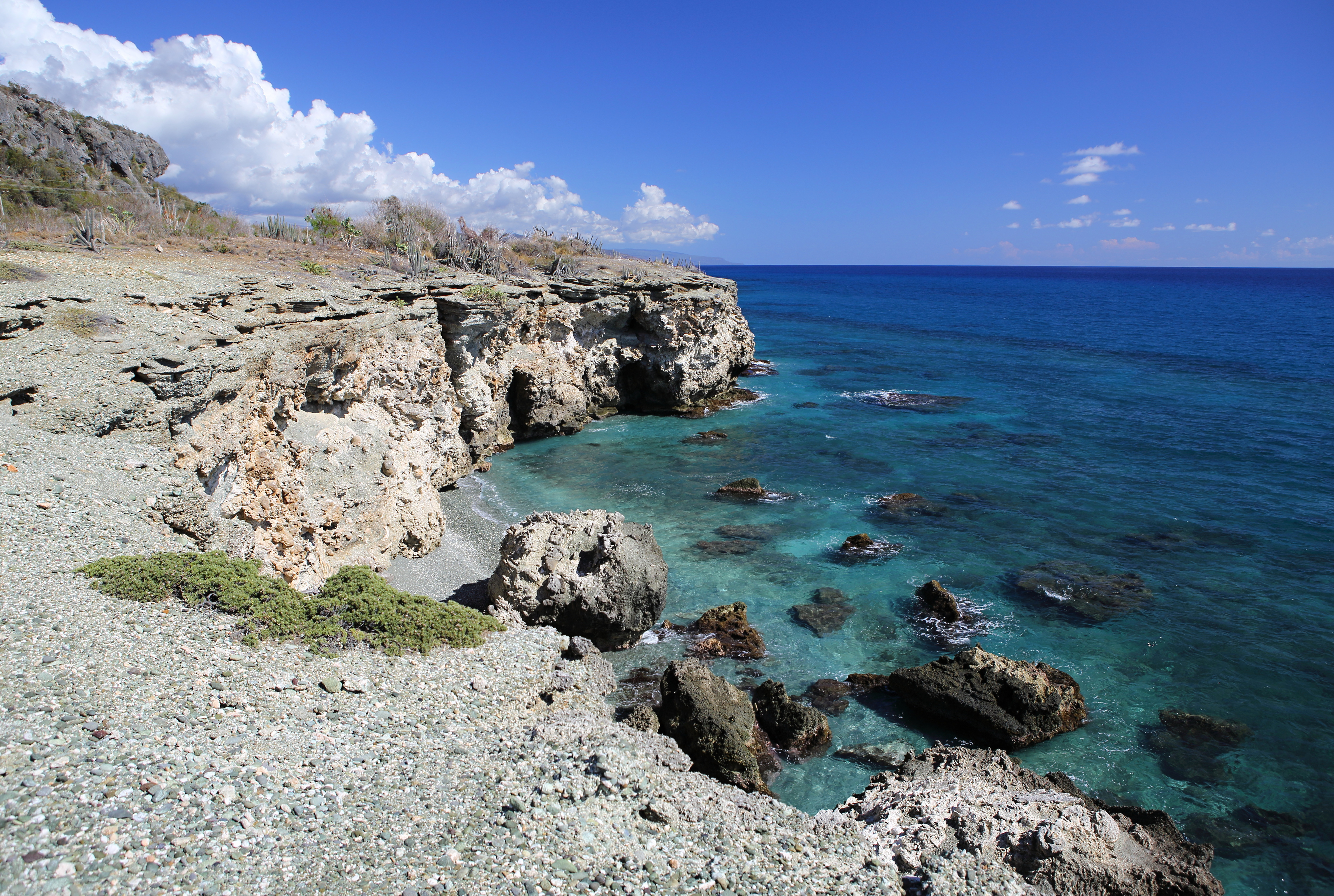
La côte entre Imías et Cajobabo
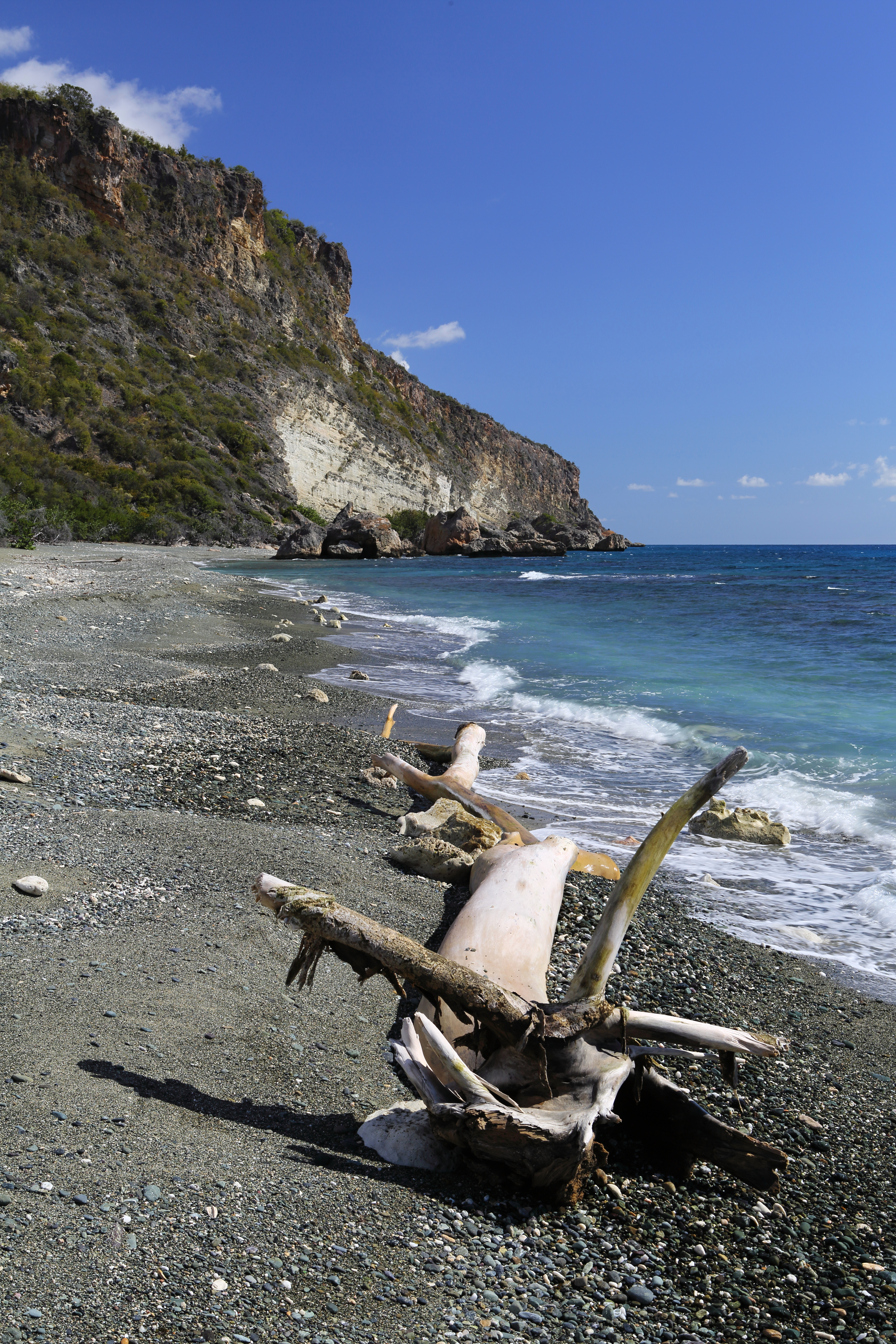
Plage de Cajobabo

## Population
En 2022 la population de la municipalité est estimée à 21 005 habitants. Pour une surface de 527,5 km2, la densité est de 39,82 habitants/km².